# Nationalparkhaus
Als Nationalparkhaus wird das Informations- und Bildungszentrum eines Nationalparks im deutschsprachigen Raum bezeichnet.

## Beschreibung
Nationalparkhäuser bestehen in fast allen Nationalparken in Deutschland und Österreich an Besucherschwerpunkten bzw. in Eingangsbereichen und informieren in anschaulicher Art und unterstützt durch multimediale oder multivisionäre Darstellungstechniken über die naturkundlichen Gegebenheiten und Besonderheiten des jeweiligen Großschutzgebietes oder des Landschaftsraumes, in den der jeweilige Nationalpark eingebettet ist.
Nationalparkhäuser informieren auch über die Wanderwege und das Veranstaltungsangebot und sind erste Anlaufstellen für Parkbesucher. Meist sind in ihrem Umfeld noch weitere Einrichtungen angesiedelt wie Restaurants, Wildgehege, Spielplätze, Barfußpfade oder, wie im Beispiel des Nationalparks Hainich, der Baumkronenpfad. Nationalparkhäuser bieten auch Raum für wechselnde Kunst- und Sonderausstellungen mit Bezug zu Naturthemen und Nationalparken. In Konzeption, Art der Trägerschaft und Größe jedoch können Nationalparkhäuser sehr verschieden sein.
Neuere Nationalparkhäuser sind multimediale Themenzentren wie z. B. das Nationalpark-Zentrum Molln, das Müritzeum und das „Haus der Berge“ in Berchtesgaden. Sie sollen Erlebnisse in der Natur nicht ersetzen, sondern Interesse wecken, Wissenswertes draußen zu vertiefen. Andererseits können Dimensionen erfahrbar gemacht werden, die dem durchschnittlichen Nationalparkbesucher ansonsten verborgen bleiben, wie die Tiefen des Königssees und die Gipfelregionen der Alpenberge im Beispiel des Nationalparks Berchtesgaden.
Ebenso wie Naturkundemuseen sind Nationalparkhäuser ein wichtiger Stützpfeiler für die Umweltbildung. Diesen Sachverhalt belegen die Besucherzahlen. Für das Nationalparkhaus Königstuhl beispielsweise werden im ersten Jahr 187.000 und im Folgejahr 2005 310.100 Besucher angegeben.
Ähnliche Besuchereinrichtungen gibt es auch für folgende andere Großschutzgebietstypen:
Biosphärenreservat, Naturpark, Geopark.

## Nationalparkhäuser in Deutschland
- Nationalpark Bayerischer Wald: „Hans-Eisenmann-Haus“ und „Haus zur Wildnis“ in Ludwigsthal
- Nationalpark Berchtesgaden: Haus der Berge in Berchtesgaden
- Nationalpark Kellerwald: Nationalparkzentrum bei Vöhl
- Nationalpark Jasmund: Nationalparkzentrum Königstuhl
- Nationalpark Vorpommersche Boddenlandschaft: Nationalparkhaus Hiddensee
- Nationalpark Harz: Nationalparkhaus Altenau, Nationalparkhaus Sankt Andreasberg, Brockenhaus
- Nationalpark Müritz: Das Müritzeum in Waren
- Nationalpark Sächsische Schweiz: „NationalparkZentrum“ in Bad Schandau
- Nationalpark Hamburgisches Wattenmeer: Nationalpark-Haus Neuwerk
- Nationalpark Schleswig-Holsteinisches Wattenmeer: Nationalpark-Haus Husum im Nationalpark Schleswig-Holsteinisches Wattenmeer, Nationalparkhaus Westerhever, Nationalparkhaus Hallig Hooge, Nationalparkhaus Hallig Langeneß (alle betrieben durch die Schutzstation Wattenmeer), Nationalparkhaus Wattwurm in Meldorf
- Nationalpark Niedersächsisches Wattenmeer: Nationalparkhaus Carolinensiel, Nationalparkhaus Greetsiel, Nationalparkhaus Land Wursten, Seehundstation Nationalpark-Haus in Norddeich, Nationalparkhaus Juist, Nationalparkhaus Norderney, Nationalparkhaus Wittbülten auf Spiekeroog, Nationalparkhaus Wangerooge, Nationalparkhaus Museum Butjadingen in Fedderwardersiel

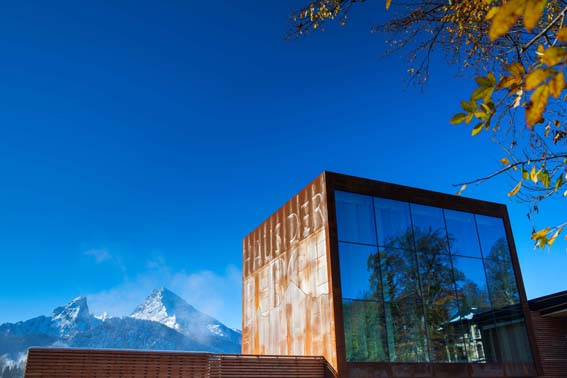
„Haus der Berge“, seit 2013 Nationalpark-Haus Berchtesgaden
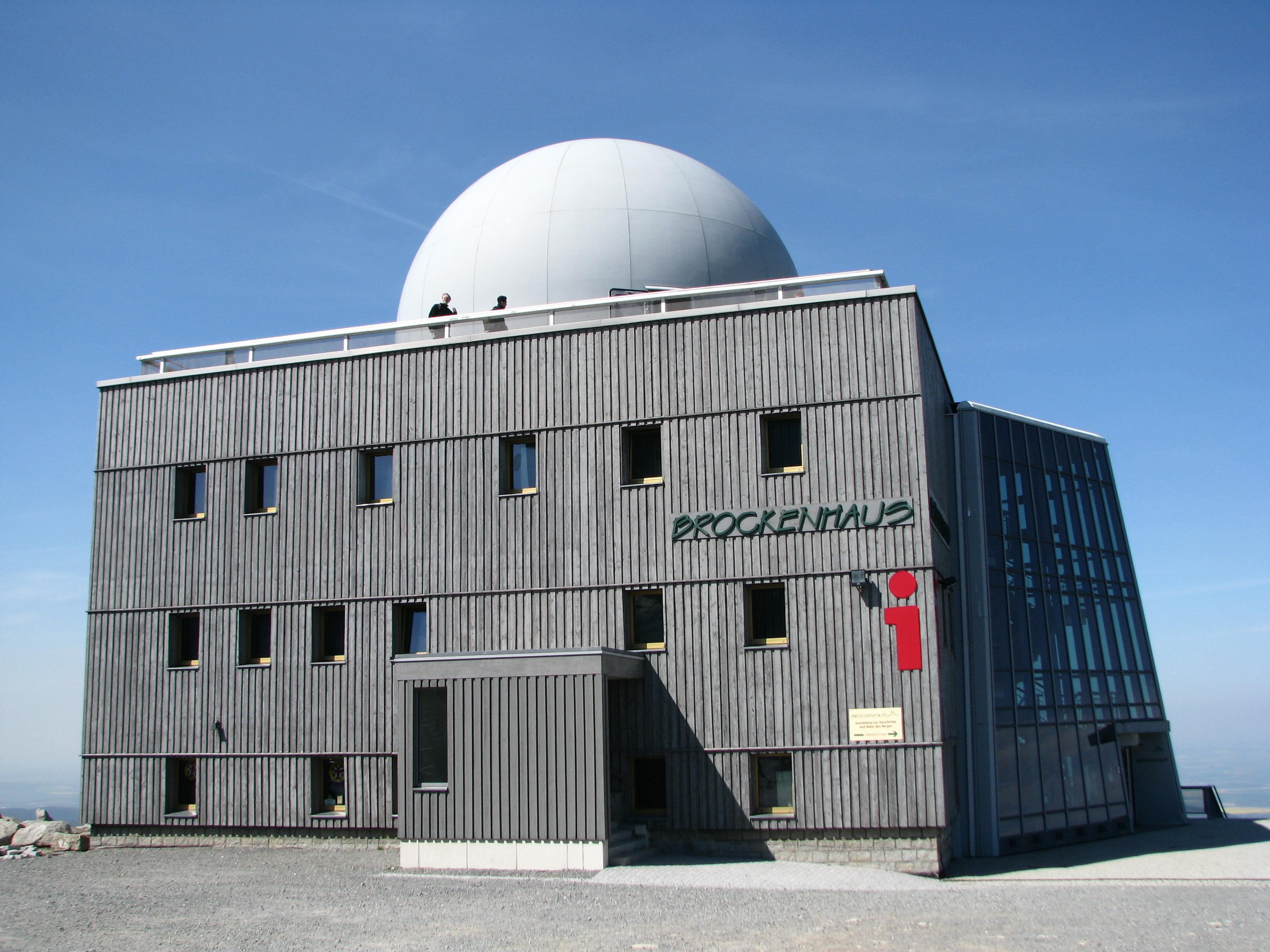
Das Brockenhaus im Nationalpark Harz
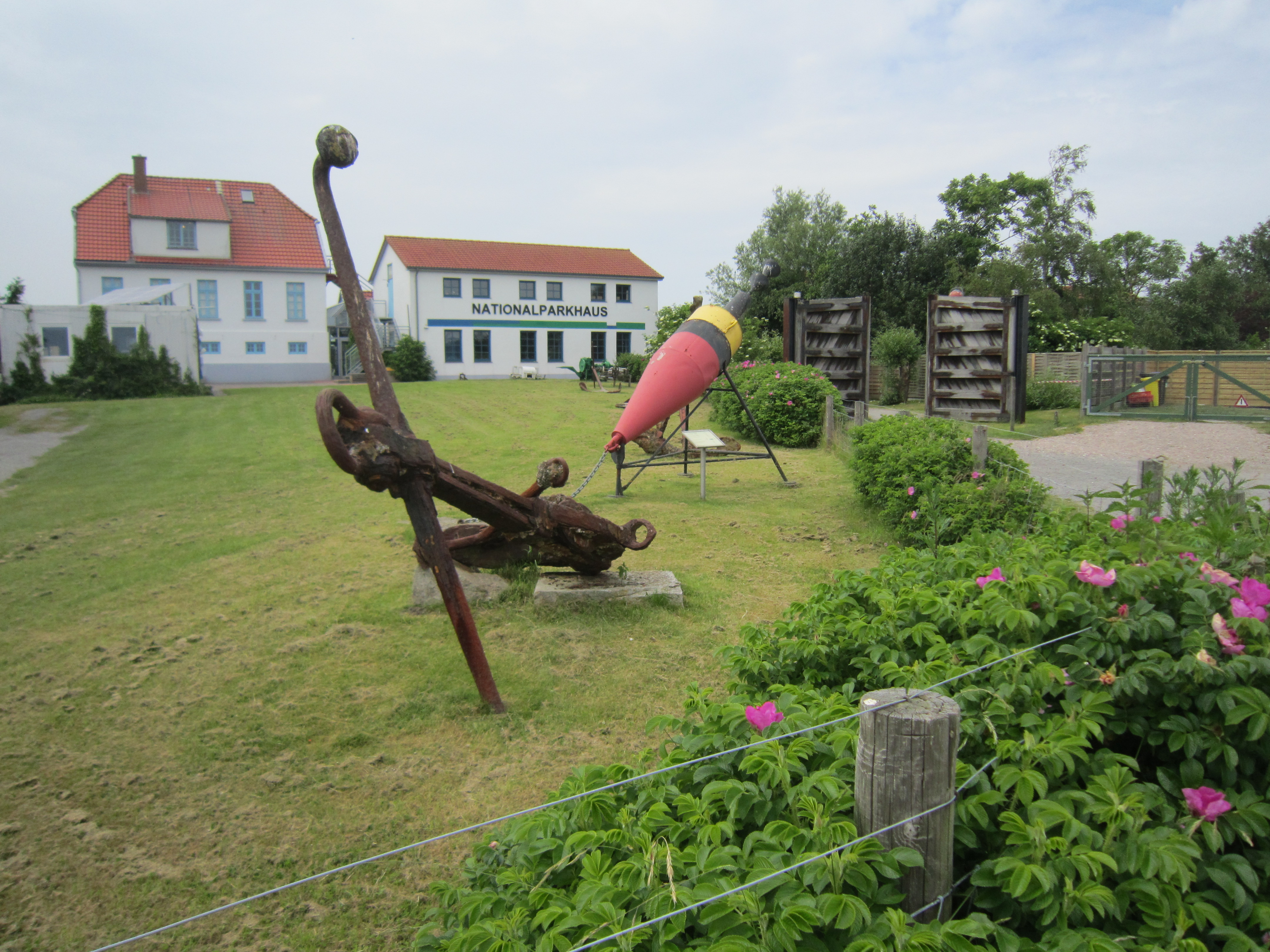
Nationalparkhaus Museum Butjadingen in Fedderwardersiel
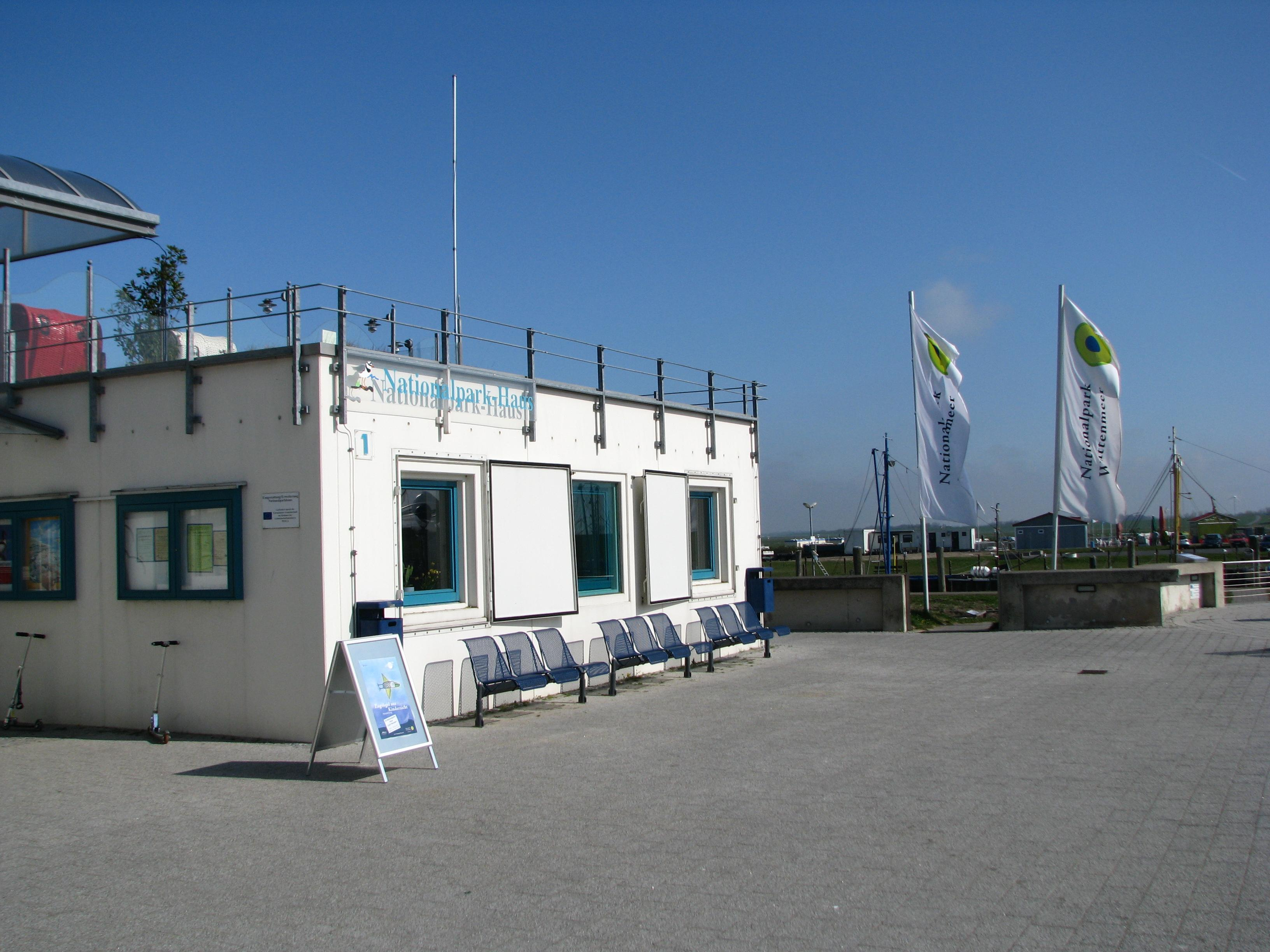
Nationalpark-Haus „Land Wursten“ in Dorum Neufeld

## Nationalparkhäuser in Österreich
- Nationalparkhaus „wien-lobAU“ im Nationalpark Donau-Auen
- Nationalparkpavillon im Nationalpark Gesäuse
- Bios Erlebniswelt in Mallnitz am Nationalpark Hohe Tauern
- Nationalpark Zentrum in Molln und Nationalpark Besucherzentrum Ennstal im Nationalpark Kalkalpen

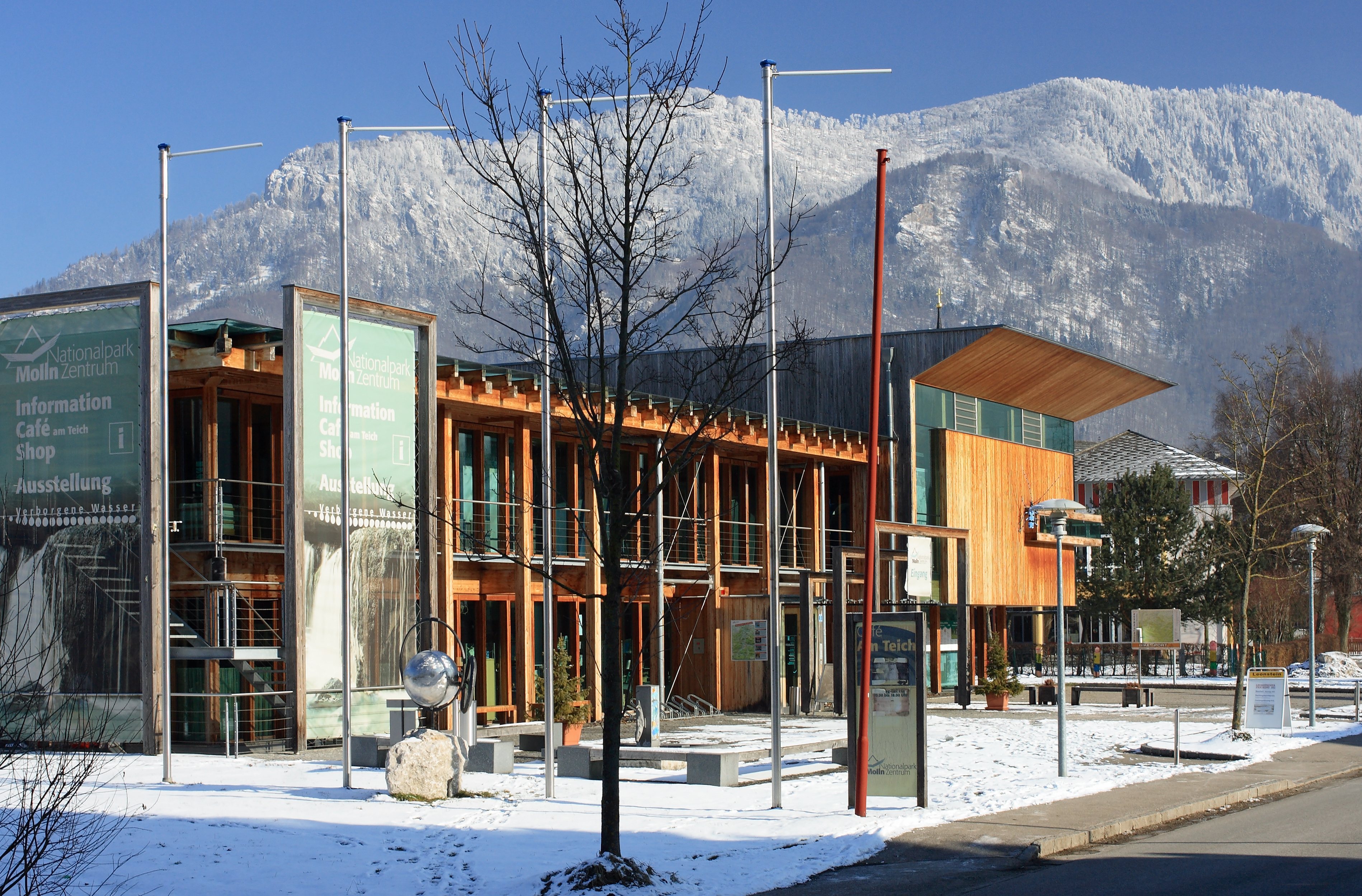
Nationalpark-Zentrum Molln (Nationalpark Kalkalpen)